# 岡和輝
岡 和輝（おか かずき、1988年10月14日 - ）は、日本の俳優、スーツアクター。群馬県出身。元レッド・エンタテインメント・デリヴァー所属。身長173cm。血液型はO型。

## 人物・来歴
2005年に超速戦士G-FIVEショーでデビュー。
高校卒業後にレッドアクションクラブ養成部で福沢博文と出会い、アクションスタイルが変わったという。
レッド・エンタテインメント・デリヴァー所属時代は、スーツアクターだけでなくレギュラーでドラマへの顔出し出演も果たしている。
現在はフリーとして活動。

## 出演作品

### テレビドラマ
- ROOKIES（2008年、TBS）
- ここはグリーン・ウッド（2008年、TOKYO MX） - 金田
- RHプラス（2008年） - 吸血鬼
- 悪夢ちゃん（2012年、日本テレビ）

### 特撮
- 超速戦士G-FIVE（2006年 - 2007年、群馬テレビ）
- G-FIVEと学ぼう！めざせ安全 園児たち（2011年 - 放送中、群馬テレビ）

- 仮面ライダーシリーズ
  - 仮面ライダー電王（2007年 - 2008年、テレビ朝日）

- スーパー戦隊シリーズ
  - 獣拳戦隊ゲキレンジャー（2007年 - 2008年、テレビ朝日）
  - 炎神戦隊ゴーオンジャー（2008年 - 2009年、テレビ朝日）

### バラエティ
- ニュースジャストN（2005年、群馬テレビ）
- 「カスペ！・見れば必ず応援したくなる！「キビシー！」」（2014年、フジテレビ）
- 中川翔子のマニア★まにある（2015年、BS日テレ）

### 映画
- 少年メリケンサック（2009年、東映）
- エイトレンジャー（2012年、東宝）
- セイバー+ゼンカイジャー スーパーヒーロー戦記（2021年、東映）

### CM
- 超速戦士G-FIVE 犯罪被害者支援訴求CM（2014年）

### DVD
- 超速戦士G-FIVE TVシリーズ（2008年）
- ローカルヒーロー大百科（2008年）

### 書籍
- ローカルヒーロー大図鑑（2006年）
- 超ローカルヒーロー大図鑑（2013年）

### ヒーローショー
- 超速戦士G-FIVEショー（2005年 - ）

- ウルトラマン プレミアステージ2（2007年）
- ウルトラマン プレミアステージ3（2008年）

### 舞台
- レッド・アクション・クラブ養成部 RED塾第一回卒業公演（2007年）
- レッド・アクション・クラブ養成部 RED塾第二回卒業公演「時代劇『紅剣士・高山朝日』」（2008年） - 永尾夕焼
- レッド・アクション・クラブ養成部 RED塾第三回卒業公演「復讐をこえて」

（2009年） - 立花

### イベント
- 集え！正義！！ローカルヒーロー祭 ロフトプラスワン（2006年）

- グリーン・ウッド フェスタ（2008年）
- 340プレゼンツ 赤祭6（2008年）

- ローカルヒーロー大爆発（2005年）
- ローカルヒーロー大決戦（2006年）
- ローカルヒーロー大行進（2007年）
- ローカルヒーロー大進撃（2008年）
- ローカルヒーロー大決戦（2009年）
- ローカルヒーロー大冒険（2010年）
- ローカルヒーロー大革命（2012年）
- ローカルヒーロー大合体（2013年）
- ローカルヒーロー大逆転（2014年）
- ローカルヒーロー大激突（2015年）
- ローカルヒーロー大合戦（2016年）

- IWATE八幡平ダイナマイト（2009年）
- IWATE八幡平ダイナマイト（2010年）
- ローカルヒーロー首都決戦（2010年）
- ご当地キャラ白河こども夢フェスタ（2014年）